# علاقات الكرسي الرسولي الخارجية

الدول الملونة بالأزرق، تتبادل البعثات الديبلوماسية والفاتيكان.

يدير وزير الخارجية في الكرسي الرسولي علاقات الفاتيكان مع دول العالم المختلفة، عن طريق السفارات والبعثات الديبلوماسية، ويبلغ عدد دول العالم التي تتبادل التمثيل الديبلوماسي والفاتيكان 183 دولة، إضافة إلى عدد من المنظمات والجمعيات العالمية كجمعية فرسان مالطا والاتحاد الأوروبي ومنظمة التحرير الفلسطينية وثمانية وثلاثين منظمة عالمية أخرى، ويعلن الفاتيكان أن انضمامه للمنظمات الدولية يأتِ "تعزيزًا للفكر السلمي الذي يدافع عنه الفاتيكان"؛ أيضًا فإن الفاتيكان يعتبر عضو مراقب في منظمة الأمم المتحدة؛ ومن الدول المعترف فيها عالميًا يوجد 13 دولة فقط لا تتبادل التمثيل الديبلوماسي مع الفاتيكان، سبعة دول منها إسلامية وأربعة شيوعية ودولة بوذية ودولة توفالو؛ أما أحدث دول افتتحت علاقات مع الفاتيكان فهي الإمارات العربية المتحدة عام 2007 وبوتسوانا عام 2009 وروسيا عام 2009 وماليزيا عام 2011 ودولة فلسطين عام 2015 وموريتانيا عام 2016 وميانمار عام 2017 وسلطنة عمان عام 2023. ورغم أن تاريخ اعتماد السفارات الرسمي بدأ مع معاهدة لاتران العام 1929 إلا أنّ عددًا كبيرًا من الدول تبادلت البعثات الديبلوماسية مع الفاتيكان قبل ذلك التاريخ بوقت طويل، فالسفارة البابوية في دمشق مثلاً افتتحت عام 1724.
تعتبر السفارات البابوية مقر إقامة البابا خلال زيارته لإحدى البلدان؛ في حين تنتشر سفارات دول العالم لدى الفاتيكان في مدينة روما نظرًا لضيق مساحة الفاتيكان.
لعب الفاتيكان دورًا هامًا في خارطة السياسة العالمية طوال تاريخه، وفي العصور الحديثة كان للفاتيكان دور ديبلوماسي فاعل خلال الحرب العالمية الأولى والحرب العالمية الثانية كذلك فقد كان الفاتيكان حكمًا في حل عدد من النزاعات الدولية كالنزاع الذي قام بين ألمانيا وإسبانيا حول جزر كارولين؛ وكان رائدًا في مقاومة الشيوعية والاتحاد السوفيتي ما أدى إلى تعرض البابا يوحنا بولس الثاني لمحاولة اغتيال عام 1981.